# トーマス・ブッフェル
トーマス・ブッフェル（Thomas Buffel, 1981年2月19日 - ）は、ベルギー、ブルッヘ出身の元ベルギー代表サッカー選手。

## 経歴
1999年にフェイエノールトに1年間在籍した後、フェイエノールトのサテライト的存在であるSBVエクセルシオールで2年プレーした。
2005年、移籍金230万ポンド（4年半契約）でレンジャーズFCへと移籍した。2007年1月、レンジャーズの監督であるウォルター・スミスは、「ブッフェルを手放すつもりだ」と発言し、ブンデスリーガのハノーファー96が関心を示したが契約条件で折り合いが付かず、結局レンジャーズに留まることとなった。同年2月9日、長年悩まされてきた膝の手術を受け、2006-07シーズンの残りの試合には出場できないと発表された。
2008年7月1日、母国のサークル・ブルッヘに移籍した。2009年8月31日、イエル・ボッセン、ハンス・コルネリウスとの交換でKRCヘンクへ移籍した。
2018年6月、SVズルテ・ワレヘムに移籍した。
2018-19シーズン終了後、現役引退を発表した。

## タイトル
レンジャーズ
- スコティッシュ・プレミアリーグ : 2004-05
- スコティッシュ・リーグカップ : 2004-05

ヘンク
- ベルギー・ファースト・ディビジョンA : 2010-11
- ベルギーカップ : 2012-13
- ベルギー・スーパーカップ : 2011